# Kai Oliver Pfaffenbach
Kai Oliver Pfaffenbach (* 7. Dezember 1970 in Hanau) ist ein deutscher Fotojournalist. Er arbeitet als Fotograf für die internationale Nachrichtenagentur Reuters und ist Träger eines Pulitzer-Preises.

## Leben
Nach seinem Abitur am Franziskanergymnasium Kreuzburg in Großkrotzenburg (1990) und einem nicht beendeten Geschichts- und Politikstudium absolvierte er zunächst ein Volontariat beim Aschaffenburger Privatsender Radio Primavera. Er lernte autodidaktisch fotografieren und arbeitete seit seiner Schulzeit als freier Fotograf für lokale Medien, ab 1993 fast ausschließlich für die Frankfurter Allgemeine Zeitung. 1995 begann er eine freie Mitarbeiterschaft im Frankfurter Büro der Nachrichtenagentur Reuters. Seit 1998 ist er dort als Fotojournalist fest angestellt.

## Auszeichnungen
2013 wurde Pfaffenbach gemeinsam mit dem russischen Kampfrichter Andrej Schukow mit dem Fair Play Preis des Deutschen Sports in der Kategorie Sport ausgezeichnet, da ein zunächst ungültig gegebener Versuch eines Kugelstoßers bei den Leichtathletik-Weltmeisterschaften 2013 dank der Bilder von Pfaffenbach als gültig gewertet wurde. Pfaffenbach gewann zahlreiche nationale und internationale Auszeichnungen für seine journalistische Fotografie. Für sein Foto des Siegtors von Mario Götze im Fußball-WM Finale 2014 wurde er mit dem Sven-Simon-Preis des Axel Springer Verlags geehrt. Neben zahlreichen Preisen beim Berufsverband der deutschen Sportfotografen (VDS) und dem PresseFoto Hessen-Thüringen vom Deutschen Journalisten-Verband Hessen wurde Pfaffenbach für sein Bild des lächelnden Usain Bolt im Halbfinale der Olympischen Spiele von Rio 2016 mit einem World Press Photo Award ausgezeichnet. 2020 gehört Pfaffenbach zu einem Team von elf Reuters-Fotografen das für seine Berichterstattung zu den Ereignissen in Hongkong mit dem Pulitzerpreis in der Kategorie Breaking News Photography ausgezeichnet wurde.

## Ausstellung
- 2020: Chronist unserer Zeit – 25 Jahre Fotojournalismus von Kai Pfaffenbach. Leica Galerie Frankfurt.[3]